# Caserma di Cavalleria Borbonica

La caserma Bianchini nel 1953

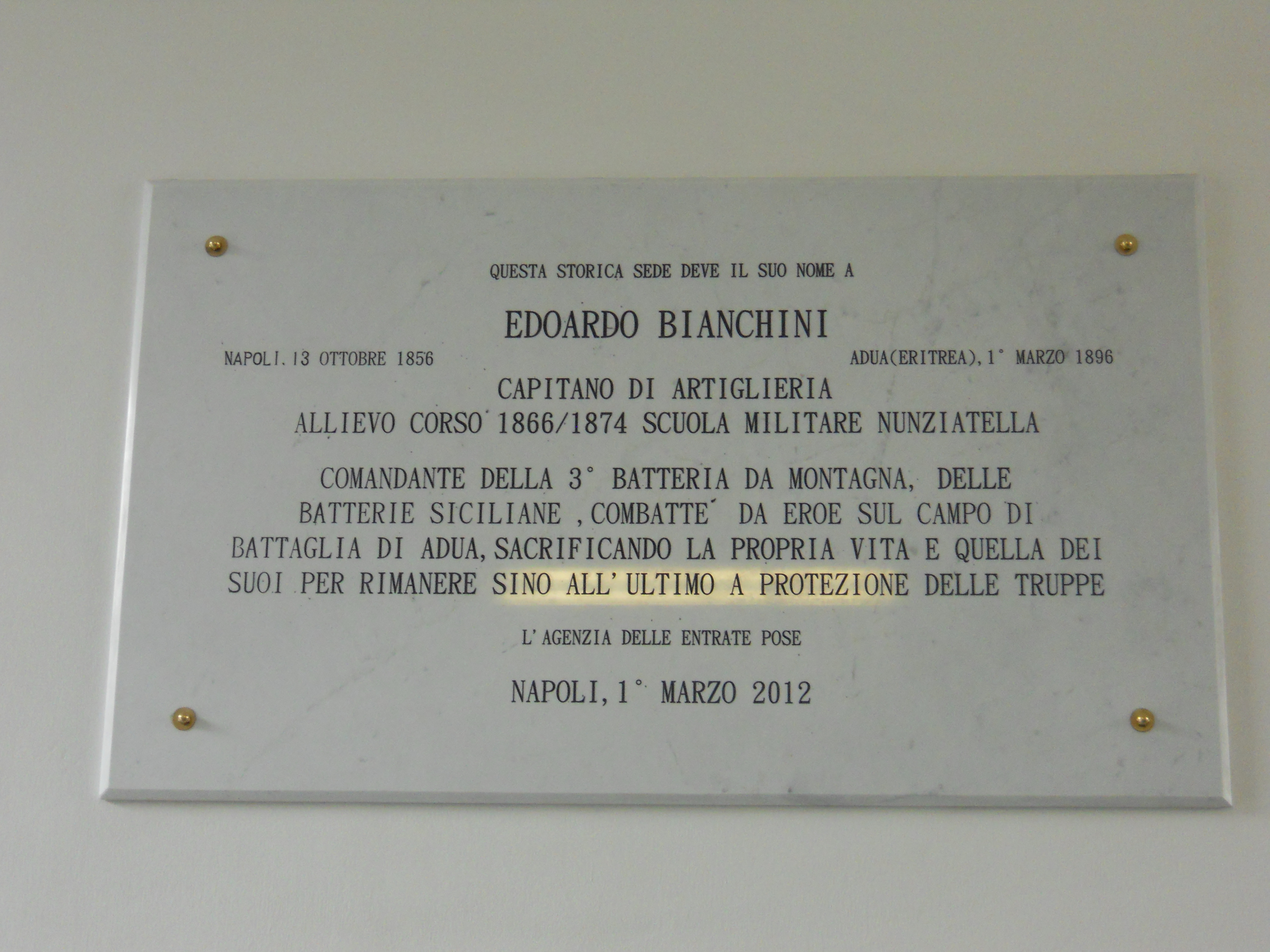
Lapide in memoria di Edoardo Bianchini (2012)

La Caserma di Cavalleria detta della Maddalena (ridenominata Caserma "Edoardo Bianchini" dal 2 novembre 1899 in onore del Capitano di Artiglieria Edoardo Bianchini, Medaglia d'oro al valor militare) è un palazzo di Napoli del XVIII secolo; si trova in Piazza Duca degli Abruzzi, 31.

## Storia
Nel 1581 l'allora Vicerè di Napoli Juan de Zúñiga y Requeséns, Principe di Pietraperzìa, fece costruire, nei pressi del Ponte della Maddalena, fuori la murazione aragonese orientale della città, oltre lo Sperone del Castello del Carmine (demolito nel 1906), una struttura detto "Cavallerizza" per l'addestramento dei cavalli e dei cavalieri dell'esercito vicereale, trasferendo la struttura che era allora ubicata a Palma Campania
Saccheggiata nei tumulti di Masaniello del 1648, fu poi restaurata dal Vicerè di Napoli Iñigo Vélez de Guevara, Conte di Oñate e di Villamediana,  rendendolo in questa occasione un luogo coperto d'addestramento per i cavalli napoletani.
La struttura da militare divenne di uso civile, trasformato in "maneggio" (prima struttura del genere in Italia ed Europa), con una pista circolare dove si praticava l'equitazione, si allenavano i cavalli e si eseguivano gare ippiche di allenamento.
Nel 1741 si decise di trasferire la "Cavallerizza" altrove all'interno delle mura della città, e la vecchia struttura fu trasformata in una arena adibita a spettacoli circensi e combattimenti tra animali, denominata "Serraglio", su progetto di Ferdinando Sanfelice, salvando la preesistente la sua tipica scala a doppia rampa e un anfiteatro per il combattimento degli animali: "per il che furonvi costrutti trentasei covili per le fiere, tre grandi stanze per elefanti, due per camelli, due per istruzzi, e due corti scoverte".
Il progetto però rimase incompiuto per molti anni poiché, al Serraglio, si preferì ampliare la costruzione della vicina caserma voluta da Carlo III, progettata nel 1754 e realizzata tra il 1757 e il 1759 da Luigi Vanvitelli e, nel 1827, dopo circa 80 anni, con il calare dell'interesse per le attrazioni ludiche-animalesche, si decise di ritornare al vecchio utilizzo militare dell'edificio originale, riattando le celle più grandi per il deposito di armi e quelle più piccole per i cavalli.
La Caserma fu sede dei seguenti reparti:
- 8º Reggimento di Artiglieria Pesante Campale;
- 10º Reggimento di Artiglieria Pesante Campale.

L'11 luglio 1921, nel cortile del palazzo, fu inaugurato un monumento-stele "Ai Caduti del 24º Reggimento Artiglieria".
Il palazzo fu seriamente danneggiato dai bombardamenti della Seconda guerra mondiale e corse il rischio di essere definitivamente demolito (seguendo il destino del Serraglio sanfeliciano), ma i progetti di ricostruzione fortunatamente furono modificati e la struttura fu salvata.
Nel 1954 fu proposto un vasto intervento restaurativo e nel 1962 fu avavzata la proposta di far diventare il palazzo sede delle unità operative orientali dei Vigili del Fuoco di Napoli.
Dal 1986 inizio il trasferimento degli uffici provinciali di Napoli del Ministero del Tesoro ed il 3 maggio 1993 nella sede fu istituito il Primo Ufficio Circoscrizionale del Tesoro di Napoli, che con varie trasformazioni è diventato poi l'Ufficio "Napoli 3" dell'Agenzia delle Entrate, ancora in sede.
Recentemente il palazzo è stato restaurato ed il 3 marzo 2012 è stata apposta una lapide in ricordo di Edoardo Bianchini, in modo da mantenere la memoria dell'edificio come installazione militare.

## Descrizione
Si caratterizza per una struttura ben articolata ed equilibrata e costituisce uno dei gioielli del barocco napoletano: presenta infatti un impianto quadrilatero con il quale Luigi Vanvitelli cercò di celare le irregolarità planimetriche del sito.
Le facciate non presentano particolari elementi decorativi essendo la struttura esterna priva di ordini architettonici, con le sole finestre disposte sui 2 piani.
Il basamento è a scarpa, formato da una fascia di bugne di piperno ed è separato dal piano superiore da una cornice toroidale, nel quale si aprono altre finestre incorniciate da una semplice fascia di piperno; l'edificio si conclude con un cornicione fortemente aggettante.
Nel basamento si aprono i 2 portali d'accesso, a bugne piatte e con un'alta piattabanda a conci di piperno; dei 2 portali: uno conduce al cortile, mentre l'altro, attraverso un lungo vestibolo, conduce allo scalone principale.
La cappella circolare all'interno dell'esedra del cortile è stata realizzata nel 1764.